# Fabryka Fortepianów i Pianin Teodor Betting w Kaliszu

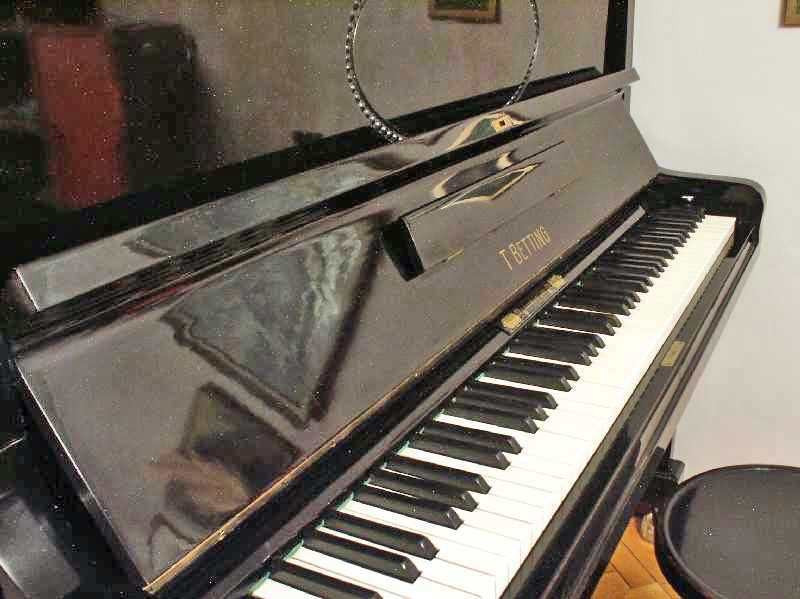
Pianino T. Betting

Fabryka Fortepianów i Pianin Theodor Betting w Kaliszu – fabryka fortepianów, pianin i fisharmonii działająca w latach 1887–1939 w Kaliszu, w latach 1921–1979 w Lesznie. 
Założona w październiku 1887 przez Theodora Gerarda Bettinga, przy ulicy Sukienniczej, 8 lipca 1888 przeniesiona prawdopodobnie po pożarze na ulice Nawodną, następnie ul. Nowa 609 a w domu własnym, po śmierci założyciela prowadzona przez syna Rudolfa Teodora, po jego śmierci (1909) przez syna Juliusza Pawła, który po zniszczeniu fabryki w czasie I wojny światowej przeniósł ją na ul. Dobrzecką, następnie ul. Graniczną, 1921 do Leszna, ul. Komeniusza 25 jako Theodor Betting i S-ka (z Jadwigą May), po jego śmierci (1935) przez syna Teodora Juliusza, od 1971 przez wnuka Janusza. 
Po zniszczeniu zapasów materiałów w pożarze w 1888 odkupiono drewno sezonowane przez 12 lat od. F. Hintza (drewno na płyty rezonansowe i klawiatury sprowadzono z Węgier). Fabryka wyposażona początkowo w silnik parowy, 1902-11 gazowy 8 KM, następnie elektryczny 12 KM, wyprodukowała do 1939 łącznie ok. 18 000 instrumentów. Po 1930 posiadała filię w Częstochowie, ul. Panny Marii 61 z silnikiem elektrycznym 12 KM. W obu zakładach wykonywano również naprawy i strojenia.
Instrumenty Bettinga nagrodzono złotymi medalami na wystawach w Paryżu 1905, Antwerpii 1906, Brukseli 1930. Firma zyskała tytuł „narodowej”. Znaczną część produkcji eksportowano, głównie do Rosji. Po II wojnie działalność została ograniczona do napraw i konserwacji. Do dzisiaj zachowało się wiele instrumentów w zbiorach prywatnych i muzealnych.
Opracowano na podstawie: B. Vogel Historia Muzyki Polskiej tom X Fortepian polski.